# La Leyenda del Tesoro
La Leyenda del Tesoro è un film del 2011 diretto da Hugo Rodríguez.
È un film d'avventura messicano per ragazzi con Adrián Alonso, che interpreta Erick, un dodicenne che si lancia alla ricerca di un tesoro perduto per aiutare il padre in difficoltà finanziarie.

## Trama
Erick è un ragazzino di 12 anni appassionato di skateboard che vive in una famiglia con scarsa disponibilità economica, che rischia di peggiorare ulteriormente quando la vetreria in cui lavora il padre entra in crisi. Mentre fugge dopo essersi messo nei guai con una gang locale  incontra per caso un vecchio che gli racconta la leggenda del tesoro nascosto da Miguel Hidalgo y Costilla nel XIX secolo. Accompagnato da due amici, Andrea e Omar, si reca a Guanajuato alla ricerca del tesoro, dove incontra Nathan Pickett, un mercante d'arte sacra che ha il suo stesso obiettivo e non intende condividerlo con lui.

## Produzione
Il film, diretto da Hugo Rodríguez su una sceneggiatura di Michael Love e un soggetto di Arturo Ayala (accreditato come Arturo Ayala Margain), fu prodotto da Pablo Jose Barroso e Sandra Solares per la NewLand Films e girato nel Guanajuato e a Città del Messico, in Messico dal 15 agosto 2009 al 6 febbraio 2010.

## Distribuzione
Il film fu distribuito in Messico dal 19 agosto 2011 al cinema dalla Corazón Films con il titolo La Leyenda del Tesoro.